# 豊嶋康子
豊嶋 康子（とよしま やすこ、1967年 - ）は、日本の現代アーティスト。東京造形大学教授。

## 概要
1967年、埼玉県生まれ
1993年東京芸術大学大学院美術研究科油画専攻修士課程修了。
1990年田村画廊にて初個展。その後、秋山画廊（東京）、M画廊（足利市）、ガレリア フィナルテ（名古屋）、Maki Fine Arts（東京）などで継続的に個展を開催。

## 個展
- 「豊嶋康子　発生法──天地左右の裏表」（2023年、東京都現代美術館）
- 「ステンレス鋼」（2018年、M画廊）
- 「資本空間 スリー・ディメンショナル・ロジカル・ピクチャーの彼岸vol.1」（2015年、ギャラリーαM）
- 「公開制作27 豊嶋康子『色調補正』」（2005年、府中市美術館）

## グループ展
- 「話しているのは誰？ 現代美術に潜む文学」（2019年、国立新美術館）
- 「話しているのは誰？ 現代美術に潜む文学」（2019年、国立新美術館）
- 「メルド彫刻の先の先」（2018年、Maki Fine Arts）[2]
- 「アッセンブリッジ・ナゴヤ2017」（2017年 旧・名古屋税関港寮）
- 「第９回恵比寿映像祭 マルチプルな未来」（2017年、東京都写真美術館）
- 「四角形」（2017年、Maki Fine Arts）
- 「傾く小屋」（2002年、東京都現代美術館）
- 「ART TODAY 1990」（1990年、高輪美術館）